# 御津町大草
御津町大草（みとちょうおおくさ）は、愛知県豊川市の地名。

## 地理
旧御津町南西部に位置する。東は御津町泙野、西は御津町赤根、南は三河湾、北は御津町赤根に接する。

### 字一覧
- 上竹（うえたけ）[WEB 6]
- 大森（おおもり）[WEB 6]
- 神場（かんば）[WEB 6]
- 西郷（さいごう）[WEB 6]
- 新田（しんでん）[WEB 6]
- 神田（じんでん）[WEB 6]
- 外新田（そとしんでん）[WEB 6]
- 東郷（とうごう）[WEB 6]
- 西浜（にしはま）[WEB 6]
- 西分莚（にしふんむしろ）[WEB 6]
- 分莚（ふんむしろ）[WEB 6]
- 向野（むかいの）[WEB 6]

### 交通
- JR東海道本線[1]
- 東海道新幹線[1]
- 国道23号[1]

### 施設
- 大草神社[1]
- 曹洞宗広済寺[1]
- 老人憩いの家[1]
- 八月城址[1]
- 西部保育園[1]

## 歴史

### 人口の変遷
国勢調査による人口および世帯数の推移。
| 2010年（平成22年） | 185世帯 562人 |  |
| 2015年（平成27年） | 199世帯 572人 |  |
| 2020年（令和2年）  | 213世帯 598人 |  |

### WEB
1. ↑  “愛知県豊川市の町丁・字一覧”.   人口統計ラボ. 2024年5月1日閲覧。
2. ↑  “大字別世帯数人口集計表” (XLSX). 豊川市ホームページ.   豊川市役所. 2024年12月1日閲覧。
3. ↑  “読み仮名データの促音・拗音を小書きで表記するもの(zip形式) 愛知県” (zip).   日本郵便 (2024年2月29日). 2024年3月26日閲覧。
4. ↑  “市外局番の一覧” (PDF).   総務省 (2022年3月1日). 2022年3月22日閲覧。
5. ↑  “ナンバープレートについて”.   一般社団法人愛知県自動車会議所. 2024年1月21日閲覧。
6. 1 2 3 4 5 6 7 8 9 10 11 12  “愛知県豊川市御津町大草の住所一覧”.   ゼンリン. 2025年1月13日閲覧。
7. ↑  総務省統計局 (2012年1月20日). “平成22年国勢調査の調査結果(e-Stat) - 男女別人口及び世帯数 －町丁・字等” (CSV). 2021年7月21日閲覧。
8. ↑  総務省統計局 (2017年1月27日). “平成27年国勢調査の調査結果(e-Stat) - 男女別人口及び世帯数 －町丁・字等” (CSV). 2021年7月21日閲覧。
9. ↑  総務省統計局 (2022年2月10日). “令和2年国勢調査の調査結果(e-Stat) - 男女別人口，外国人人口及び世帯数－町丁・字等” (CSV). 2023年8月2日閲覧。

### 書籍
1. 1 2 3 4 5 6 7 8 9 10  「角川日本地名大辞典」編纂委員会 1989, p. 2022.